# 마나스

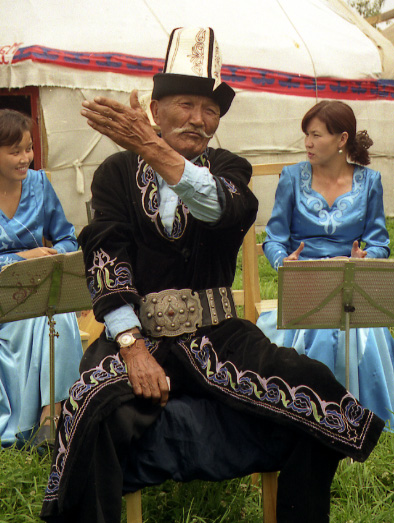
마나스치

《마나스》(키르기스어: Манас)는 키르기스스탄의 민족 서사시이다. 또한 그 주인공인 용사의 이름이기도 하다. 18세기에 쓰여졌으며 총 3부작으로 구성되어 있다. 마나스를 시작으로 아들 세메테이(Semetei), 손자 세이테크(Seitek)에 관한 이야기로 이어져 있으며 거란, 오이라트와의 전투가 주된 내용이다.
구전 서사시인 《마나스》는 호메로스의 《일리아스》, 《오디세이아》, 고대 인도의 《마하바라타》 등에 비해 긴 편인데 길이가 약 500,000행 이상에 달한다. 마나스를 전파하는 사람은 마나스치(Манасчы, Manaschi)라고 부른다.